# Isla de San Andrés (Colombia)
La isla de San Andrés (conocida también como SAI, las iniciales de San Andrés Isla) es una isla colombiana del mar Caribe. Es la más grande de las islas que forman parte del archipiélago de San Andrés, Providencia y Santa Catalina, con una extensión total de 26 km², siendo así la isla más grande del país.
Las islas han sido objeto de disputa territorial entre Colombia y Nicaragua. Sin embargo, el 19 de noviembre de 2012, la Corte Internacional de Justicia dictaminó la soberanía total de Colombia sobre el archipiélago, con concesiones de espacio marítimo a Nicaragua.

## Historia
Numerosos pueblos han contribuido al moldeamiento de la cultura raizal del archipiélago: africanos, británicos, escoceses, neerlandeses, irlandeses, franceses, españoles y colombianos. En especial tres personajes han tenido que ver con su historia de manera muy particular: el pirata Henry Morgan, quien hizo de las islas comando central de sus actividades de piratería en el mar Caribe; el primer gobernante español (hijo de padres irlandeses), Tomás O'Neille, y el francés Luis Aury, quien apoyó desde las islas las causas independentistas en toda la cuenca del Caribe, desde Texas hasta la actual Colombia. La historia demuestra entonces la importancia estratégica de las islas en la región del Caribe occidental

## Geografía
Geografía del Archipiélago de San Andrés, Providencia y Santa Catalina

Mapa de la isla.

San Andrés Isla, está dividido en 7 "Unidades de Paisajes": 
North End (Punta Norte), Rock Shore (La Rocosa), San Luis, The Hill (La Loma), Cove (Ensenada), Smith Channel (Canal Smith) y South End (Punta Sur).

### Ubicación
San Andrés se localiza a aproximadamente 637 km al noroeste de Colombia continental. Es la isla más grande del archipiélago, con 26 km² de superficie. Providencia, la segunda isla más grande del departamento, se ubica a 80 km al noreste.
Algunos accidentes naturales de la isla son:
- Bahías: San Andrés, Haynes, Sound, Sprat y Southwest Cove.
- Puntas: North, South, Old y Evans.
- Cayos: Cotton Cay, Rocky Cay, Rose Cay, Haynes Cay, Johnny Cay.
- Cayos del Norte: Serrana, Serranilla, Quitasueño.
- Cayos del Sur: Albuquerque, Bolívar.

### Clima
El clima de la isla es cálido, oscilando entre los 26 °C y 31 °C. Los vientos ayudan a aliviar el calor, soplando generalmente del este; cuando se presentan tormentas en el mar Caribe, los vientos soplan fuertemente del noreste. En general, durante el año las lluvias son definidas por una estación seca y otra lluviosa. La primera tiene una duración variable que puede llegar a cinco meses consecutivos, mientras que los siguientes meses son lluviosos, con fuertes vientos, principalmente durante la segunda semana del mes de junio.
| Parámetros climáticos promedio de Isla de San Andrés (Aeropuerto Gustavo Rojas Pinilla) | Parámetros climáticos promedio de Isla de San Andrés (Aeropuerto Gustavo Rojas Pinilla) | Parámetros climáticos promedio de Isla de San Andrés (Aeropuerto Gustavo Rojas Pinilla) | Parámetros climáticos promedio de Isla de San Andrés (Aeropuerto Gustavo Rojas Pinilla) | Parámetros climáticos promedio de Isla de San Andrés (Aeropuerto Gustavo Rojas Pinilla) | Parámetros climáticos promedio de Isla de San Andrés (Aeropuerto Gustavo Rojas Pinilla) | Parámetros climáticos promedio de Isla de San Andrés (Aeropuerto Gustavo Rojas Pinilla) | Parámetros climáticos promedio de Isla de San Andrés (Aeropuerto Gustavo Rojas Pinilla) | Parámetros climáticos promedio de Isla de San Andrés (Aeropuerto Gustavo Rojas Pinilla) | Parámetros climáticos promedio de Isla de San Andrés (Aeropuerto Gustavo Rojas Pinilla) | Parámetros climáticos promedio de Isla de San Andrés (Aeropuerto Gustavo Rojas Pinilla) | Parámetros climáticos promedio de Isla de San Andrés (Aeropuerto Gustavo Rojas Pinilla) | Parámetros climáticos promedio de Isla de San Andrés (Aeropuerto Gustavo Rojas Pinilla) | Parámetros climáticos promedio de Isla de San Andrés (Aeropuerto Gustavo Rojas Pinilla) |
| Mes                                                                                     | Ene.                                                                                    | Feb.                                                                                    | Mar.                                                                                    | Abr.                                                                                    | May.                                                                                    | Jun.                                                                                    | Jul.                                                                                    | Ago.                                                                                    | Sep.                                                                                    | Oct.                                                                                    | Nov.                                                                                    | Dic.                                                                                    | Anual                                                                                   |
| --------------------------------------------------------------------------------------- | --------------------------------------------------------------------------------------- | --------------------------------------------------------------------------------------- | --------------------------------------------------------------------------------------- | --------------------------------------------------------------------------------------- | --------------------------------------------------------------------------------------- | --------------------------------------------------------------------------------------- | --------------------------------------------------------------------------------------- | --------------------------------------------------------------------------------------- | --------------------------------------------------------------------------------------- | --------------------------------------------------------------------------------------- | --------------------------------------------------------------------------------------- | --------------------------------------------------------------------------------------- | --------------------------------------------------------------------------------------- |
| Temp. máx. abs. (°C)                                                                    | 31.5                                                                                    | 31.4                                                                                    | 32.5                                                                                    | 32.4                                                                                    | 33.3                                                                                    | 33.2                                                                                    | 34.4                                                                                    | 32.9                                                                                    | 32.9                                                                                    | 33.7                                                                                    | 32.4                                                                                    | 32.1                                                                                    | 34.4                                                                                    |
| Temp. máx. media (°C)                                                                   | 28.6                                                                                    | 28.6                                                                                    | 29.2                                                                                    | 29.7                                                                                    | 30.1                                                                                    | 30.0                                                                                    | 29.8                                                                                    | 30.0                                                                                    | 30.1                                                                                    | 30.0                                                                                    | 29.5                                                                                    | 29.0                                                                                    | 29.6                                                                                    |
| Temp. media (°C)                                                                        | 26.7                                                                                    | 26.6                                                                                    | 26.9                                                                                    | 27.4                                                                                    | 27.9                                                                                    | 28.0                                                                                    | 27.8                                                                                    | 27.9                                                                                    | 27.8                                                                                    | 27.6                                                                                    | 27.4                                                                                    | 27.1                                                                                    | 27.4                                                                                    |
| Temp. mín. media (°C)                                                                   | 24.9                                                                                    | 24.7                                                                                    | 24.9                                                                                    | 25.5                                                                                    | 25.9                                                                                    | 25.9                                                                                    | 25.9                                                                                    | 25.8                                                                                    | 25.9                                                                                    | 25.4                                                                                    | 25.6                                                                                    | 25.2                                                                                    | 25.5                                                                                    |
| Temp. mín. abs. (°C)                                                                    | 18.2                                                                                    | 19.0                                                                                    | 19.6                                                                                    | 18.3                                                                                    | 20.8                                                                                    | 21.0                                                                                    | 20.0                                                                                    | 20.3                                                                                    | 21.2                                                                                    | 20.3                                                                                    | 21.4                                                                                    | 20.0                                                                                    | 18.2                                                                                    |
| Lluvias (mm)                                                                            | 68.2                                                                                    | 40.8                                                                                    | 24.2                                                                                    | 33.2                                                                                    | 135.0                                                                                   | 210.7                                                                                   | 207.5                                                                                   | 197.2                                                                                   | 251.4                                                                                   | 309.2                                                                                   | 274.9                                                                                   | 147.5                                                                                   | 1899.8                                                                                  |
| Días de lluvias (≥ 1 mm)                                                                | 19                                                                                      | 13                                                                                      | 8                                                                                       | 9                                                                                       | 14                                                                                      | 20                                                                                      | 24                                                                                      | 23                                                                                      | 22                                                                                      | 23                                                                                      | 22                                                                                      | 23                                                                                      | 220                                                                                     |
| Horas de sol                                                                            | 250.8                                                                                   | 239.1                                                                                   | 281.5                                                                                   | 274.8                                                                                   | 244.2                                                                                   | 186.9                                                                                   | 188.2                                                                                   | 208.9                                                                                   | 188.8                                                                                   | 184.2                                                                                   | 188.3                                                                                   | 213.3                                                                                   | 2649                                                                                    |
| Humedad relativa (%)                                                                    | 80                                                                                      | 79                                                                                      | 78                                                                                      | 79                                                                                      | 82                                                                                      | 84                                                                                      | 83                                                                                      | 83                                                                                      | 83                                                                                      | 83                                                                                      | 83                                                                                      | 81                                                                                      | 81.5                                                                                    |
| Fuente: Instituto de Hidrología Meteorología y Estudios Ambientales                     |                                                                                         |                                                                                         |                                                                                         |                                                                                         |                                                                                         |                                                                                         |                                                                                         |                                                                                         |                                                                                         |                                                                                         |                                                                                         |                                                                                         |                                                                                         |

### Orografía
San Andrés está cruzada de sur a norte por una pequeña serranía cuya cima se ubica en el cerro La Loma, a unos 85 m de altitud. La composición geológica de San Andrés indica que es una isla de origen volcánico.

### Flora y fauna
La zona noroeste de la isla está rodeada por una gran barrera de coral y varios cayos que albergan una variada fauna y flora marina, lo cual atrae una gran cantidad de turistas anualmente.

## Centros poblados
- North End (San Andrés) es el principal núcleo urbano de la isla, conocido por los lugareños como “el centro”. Aquí se encuentra la administración departamental, centros de comercio, bancos, hoteles y el aeropuerto. En la aledaña bahía de San Andrés, funciona el puerto.
- La Loma: Se encuentra en el centro de la isla, caracterizado por una cadena de colinas (Flowers, Orange, Shingle y Lion's Hill). Habitado por la población raizal.
- Al este de la isla está San Luis, un centro poblado raizal, que también posee establecimientos turísticos.
- Punta Sur.

## Demografía
De acuerdo al censo nacional de 2005, San Andrés tiene una población de 55 426 personas, con una proyección estimada de 68 283 personas para 2010. El índice de masculinidad es de 96,07%, lo que significa que hay un 51% de mujeres y un 49% de hombres viviendo en la isla.
Según los datos estadísticos oficiales de 2005, el 40,5% de la población nació en otro municipio o en otro país, mientras que el 59,5% restante son nativos de la isla.

### Composición étnica
| Composición étnica de San Andrés                            | Composición étnica de San Andrés                 | Composición étnica de San Andrés | Composición étnica de San Andrés | Composición étnica de San Andrés |
| ----------------------------------------------------------- | ------------------------------------------------ | -------------------------------- | -------------------------------- | -------------------------------- |
| Etnia                                                       | Etnia                                            |                                  | Porcentaje                       | Porcentaje                       |
| Sin pertenencia étnica (blancos y mestizos)                 | Sin pertenencia étnica (blancos y mestizos)      |                                  | 46.94 %                          | 46.94 %                          |
| Raizal                                                      | Raizal                                           |                                  | 37.05 %                          | 37.05 %                          |
| Negro, mulato, afrocolombiano o afrodescendiente            | Negro, mulato, afrocolombiano o afrodescendiente |                                  | 14.65 %                          | 14.65 %                          |
| Indígenas                                                   | Indígenas                                        |                                  | 0.05 %                           | 0.05 %                           |
| No informa                                                  | No informa                                       |                                  | 1.29 %                           | 1.29 %                           |
| Fuente: Departamento Nacional de Estadísticas (Censo 2018). |                                                  |                                  |                                  |                                  |

Las estadísticas intercensales proporcionadas por el DANE son:
| Etnia                              | Censo 2005 | Censo 2005 | Censo 2018 | Censo 2018 |
| Etnia                              | Total      | Pct.       | Total      | Pct.       |
| ---------------------------------- | ---------- | ---------- | ---------- | ---------- |
| Sin pertenencia étnica 1           | 24 866     | 45.30%     | 20 539     | 46,94%     |
| Raizal de San Andrés y Providencia | 20 218     | 36.83%     | 16 212     | 37,05%     |
| Negro (a), mulato, afrocolombiano  | 9689       | 17.65%     | 6,409      | 14,65%     |
| Indígena                           | 15         | 0.03%      | 20         | 0,05%      |
| Palenquero                         | —          | —          | 9          | 0,02%      |
| No informa                         | 103        | 0.19%      | 565        | 1,29%      |
| Total                              | 54 892     | 100%       | 43 754     | 100%       |

Nota 1: Se agrupa en este valor las respuestas a la pregunta "Ninguna de las anteriores" en el censo 2005 y a la pregunta "Ningún grupo étnico" en el censo 2018. En esta categoría se agrupan las étnias no registradas por el gobierno de Colombia, agrupándose las personas mestizas, caucásicas y otras étnias no reconocidas por el DANE.
Nota 2: El DANE inicialmente entrego está cifra inicial de la población en la ciudad, aunque posteriormente la actualizó a 55 291, sin extrapolar o indicar cambios en las proporciones étnicas de la ciudad.
Los raizales se consideran a los originarios de la isla, con una fuerte presencia cultural inglesa, basada en su historia, sus manifestaciones culturales y su lengua, el criollo sanandresano. Guardan una fuerte relación cultural con los pueblos antillanos como Jamaica y Barbados. De acuerdo a los datos del Departamento Administrativo Nacional de Estadísticas de Colombia del 2005, los raizales suman 30 565 personas a nivel nacional y 30 118 en el Departamento Archipiélago de San Andrés, Providencia y Santa Catalina, conformando el 39.4% de la población total (76 442 en 2015). En los últimos tiempos han defendido su identidad como pueblo indígena, categoría que les permite mayores posibilidades de defensa cultural frente al Estado y frente a la comunidad internacional. Sin embargo, algunos estudiosos del tema concluyen que dicho término desconoce la evidente mezcla y excluye a los demás isleños. Los raizales sanandresanos guardan una estrecha relación histórica y cultural con los indígenas y anglocriollos de Mosquitia, Belice, y las Islas de la Bahía.

## Gastronomía
El pescado y los frutos de mar son habituales en la gastronomía de la isla, con recetas que incluyen mariscos, langostinos, cangrejos y pargos. Los principales acompañamientos son arroz con coco, patacón, yuca, ñame, fruta de pan y frijoles.
Algunos de los platos típicos de San Andrés son el rondón, la albóndiga de pescado, la sopa de caracol y el caracol guisado, así como diversas preparaciones con carne vacuna y porcina.
Entre los postres tradicionales de la isla se encuentran la cocada, la bola de coco, dulce de ajonjolí, y torta de auyama, de maíz y de banano.

## Economía
La economía del departamento de San Andrés y Providencia se basa principalmente en el turismo y el comercio. Dichas actividades son complementadas por la agricultura y la pesca de cangrejos, pargos y camarones, que son insuficientes para abastecer el mercado interno; ello hace que la mayor parte de los productos de consumo cotidiano deban ser importados de la zona continental del país. El principal producto agrícola explotado era el coco, además se producía aguacate, caña de azúcar, mango, naranja, ñame, noni, yuca y bananos, producciones que fueron decayendo a través de los años por daños en el suelo y urbanización de muchas áreas.
De acuerdo con el censo 2005, el 55,1% de los establecimientos en San Andrés Isla se dedica al comercio, el 29,9% a la rama de servicios, el 4,6% a la industria y el 10,5% restante a otras actividades.
Con la declaración del puerto libre y las posteriores migraciones de personas del interior (Bolívar, Atlántico, Antioquia) así como de como de extranjeros (Medio Oriente), se impulsó la actividad turística y comercial, incentivada por los bajos costos que tenían las mercancías. Con ello aumentó el transporte aéreo y marítimo hacia la isla, que durante las temporadas altas es visitada por una gran cantidad de visitantes.
De acuerdo con el censo anteriormente mencionado, correspondiente al año 2005, el 98,9% de los habitantes de esta Área no municipalizada cuenta con energía eléctrica mediante generadores de diésel; el agua es de acuífero subterráneos, de lluvia y desalinizada; el 46,6% de la población dispone de telefonía en su domicilio y no hay viviendas con gas natural.

### Situación social
Uno de los problemas de la isla es la sobrepoblación, la cual se debe principalmente a la migración desde Colombia continental, motivada fundamentalmente por el establecimiento de la figura de puerto libre para San Andrés por el gobierno del presidente Gustavo Rojas Pinilla en 1953, que tuvo el objetivo de dinamizar la economía de la isla y atraer turistas.
La población nativa raizal logró el reconocimiento de su identidad y derechos fundamentales en la Constitución de Colombia de 1991. Su lengua, el criollo sanandresano, kríol o creole english, está reconocido desde entonces como oficial en el archipiélago. También se estableció la libertad e igualdad religiosa. Sin embargo, la pérdida de tierras de los campesinos isleños, el agotamiento de los pozos de agua y el daño ecológico en las áreas marinas cercanas a la playa, constituyen una gran problemática aún sin reparar, especialmente si se tiene en cuenta que no todas las disposiciones constitucionales están operando.

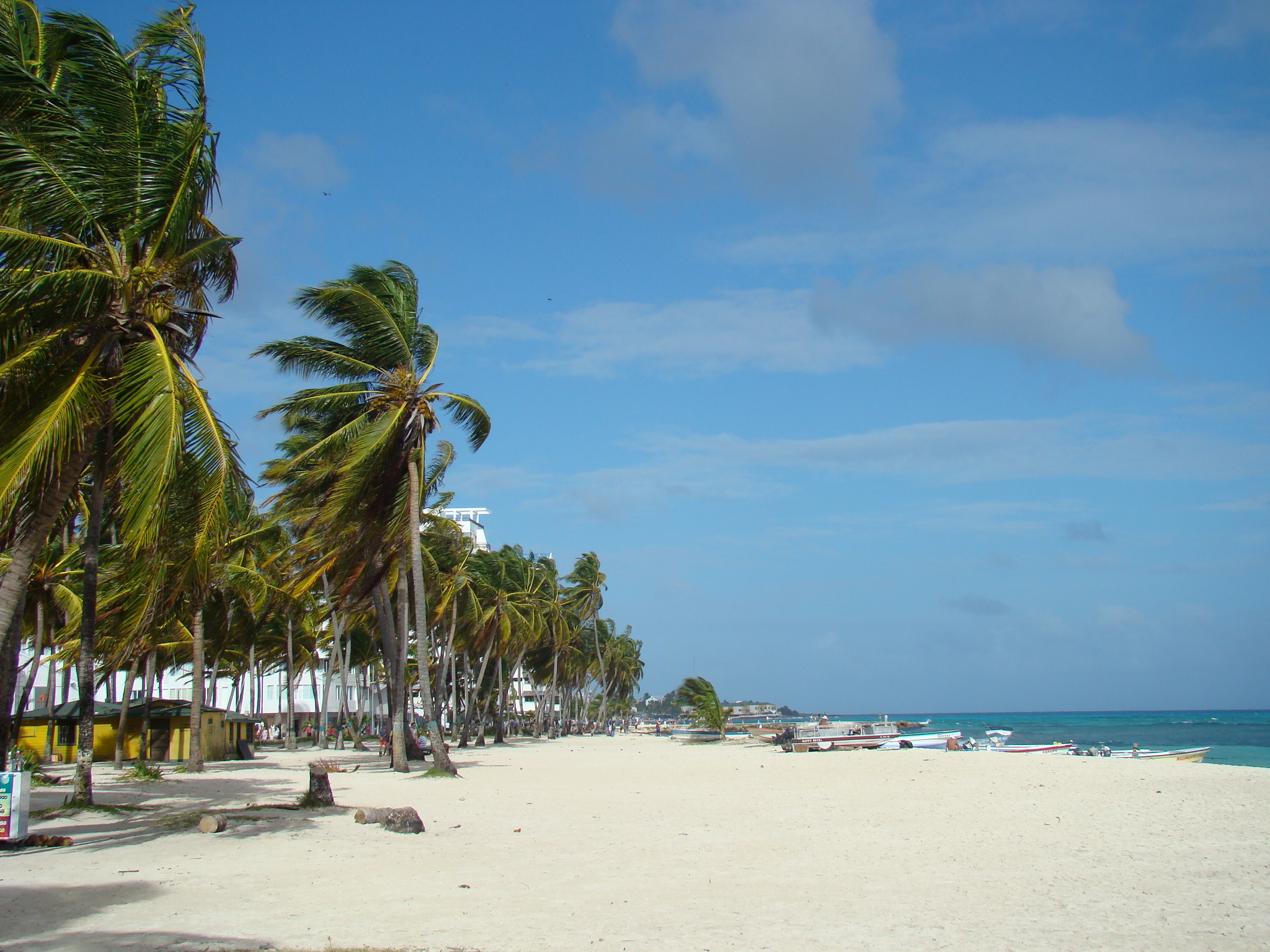
Playa sobre North End.

### Agua potable y saneamiento básico
Durante los últimos cinco años, el gobierno de Colombia lideró la recuperación de la planta de ablandamiento y se puso en marcha una nueva planta desalinizadora para producir 70 litros de agua potable por segundo. Aun así, la mayor parte de los habitantes nativos de la isla no tienen suministro fijo, ya que el agua es racionada, se distribuye y se vende a través de carro-tanques desde las plantas a toda la isla. En temporadas altas, los habitantes viven mayor escasez de agua, especialmente los de las zonas centrales y costeras lejanas a la zona turística, pues los hoteles y establecimientos turísticos tienen prioridad a la hora de recibir agua potable.
El agua del grifo no es apta para consumo humano. El agua viene envasada, en bolsas o botellas. No hay fuentes de agua dulce en San Andrés, pero sí las hay en Providencia.
Hasta la fecha, el gobierno colombiano ha invertido alrededor de 14 500 000 000 de pesos en la construcción de nuevas redes de acueducto y de alcantarillado. Además, se culminó la instalación del emisario submarino para San Andrés, con una inversión de 2 100 000 000 de pesos.

### Infraestructura

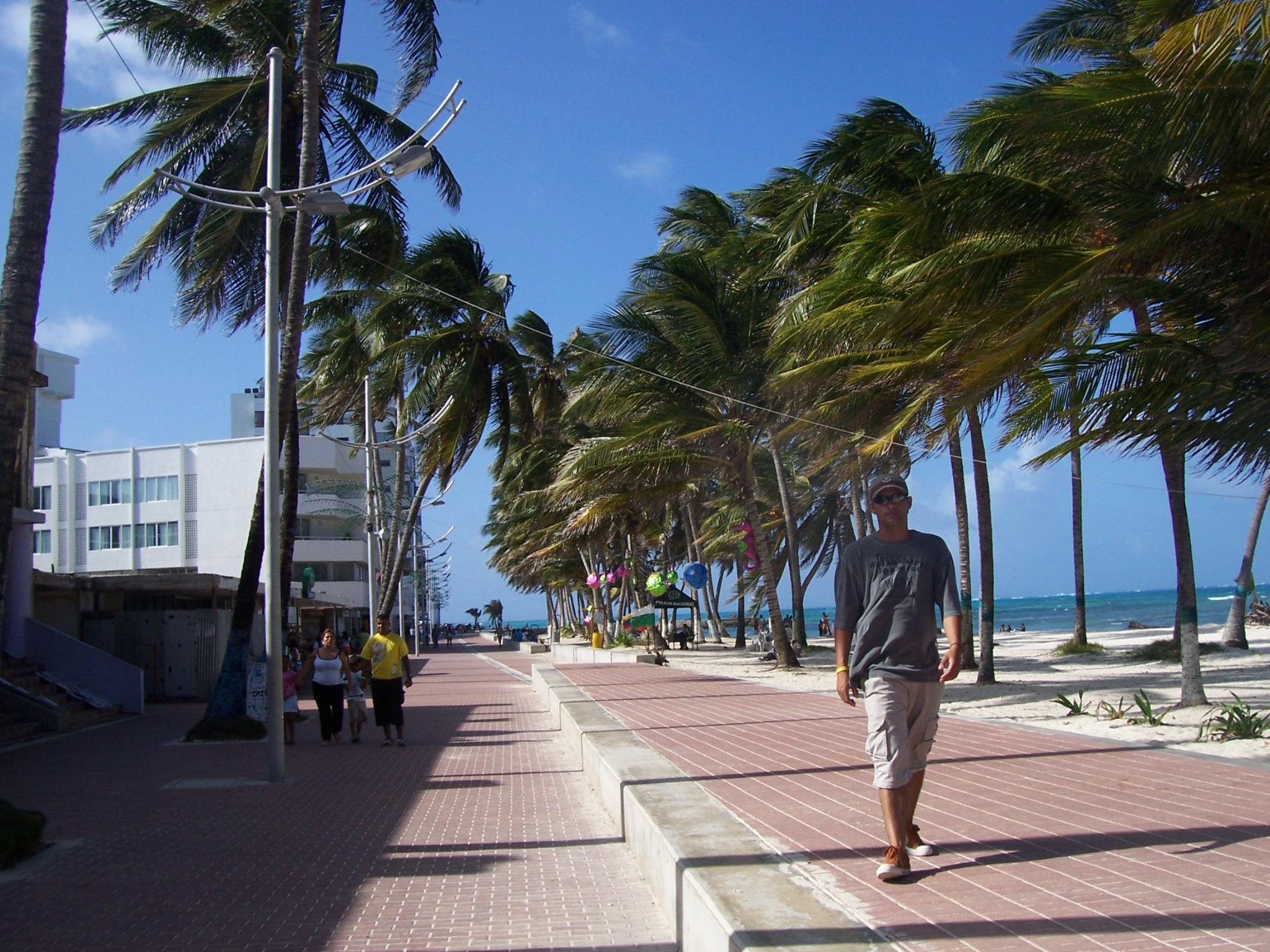
Paseo peatonal

El gobierno de Colombia ha liderado la recuperación del espacio público de la isla con la construcción del Bulevar de Spratt Bight, el paseo de la Avenida Newball y la rehabilitación de los parques Central y Simón Bolívar. También ha invertido recursos por 29 000 000 000 de pesos para la pavimentación de las vías del Plan 2500, tanto en San Andrés como en Providencia. 
Entre los proyectos que se priorizaron están el mejoramiento y el mantenimiento de la Circunvalar de San Andrés, lo cual tuvo un costo de 1 715 000 000 de pesos. Adicionalmente, se llevó a cabo la remodelación del Aeropuerto Internacional Gustavo Rojas Pinilla y la repavimentación de la pista. De igual forma, el gobierno destinó 12 300 000 000 de pesos en la ampliación las redes de distribución de energía eléctrica, trabajo que actualmente está en proceso y que beneficiará a cerca del 30% del total de los usuarios.

## Medios de comunicación

### Televisión
Desde 2004, el archipiélago colombiano cuenta con el canal regional de televisión Teleislas. A Inicios de 2015 se convirtió en el canal regional de Colombia en emitir contenidos en alta definición (HD) a través de la televisión digital terrestre (TDT), los tres canales privados nacionales (Canal RCN, Caracol Televisión y Canal 1) y dos canales públicos (Señal Colombia y Canal Institucional), disponibles tanto en su señal análoga como por la televisión digital terrestre (TDT) en el estándar DVB-T2.

### Radio
En la Isla de San Andrés transmiten diversas emisoras en AM y FM, tanto locales como nacionales, las cuales mantienen informada a la opinión pública y ofrecen una variada programación musical.

### Prensa
En la ciudad circulan periódicos de tirada local y nacional, todos matutinos: El Isleño y los periódicos de distribución nacional El Tiempo, con un tiraje especial para la región insular, y El Espectador.

## Cultura

### Danzas

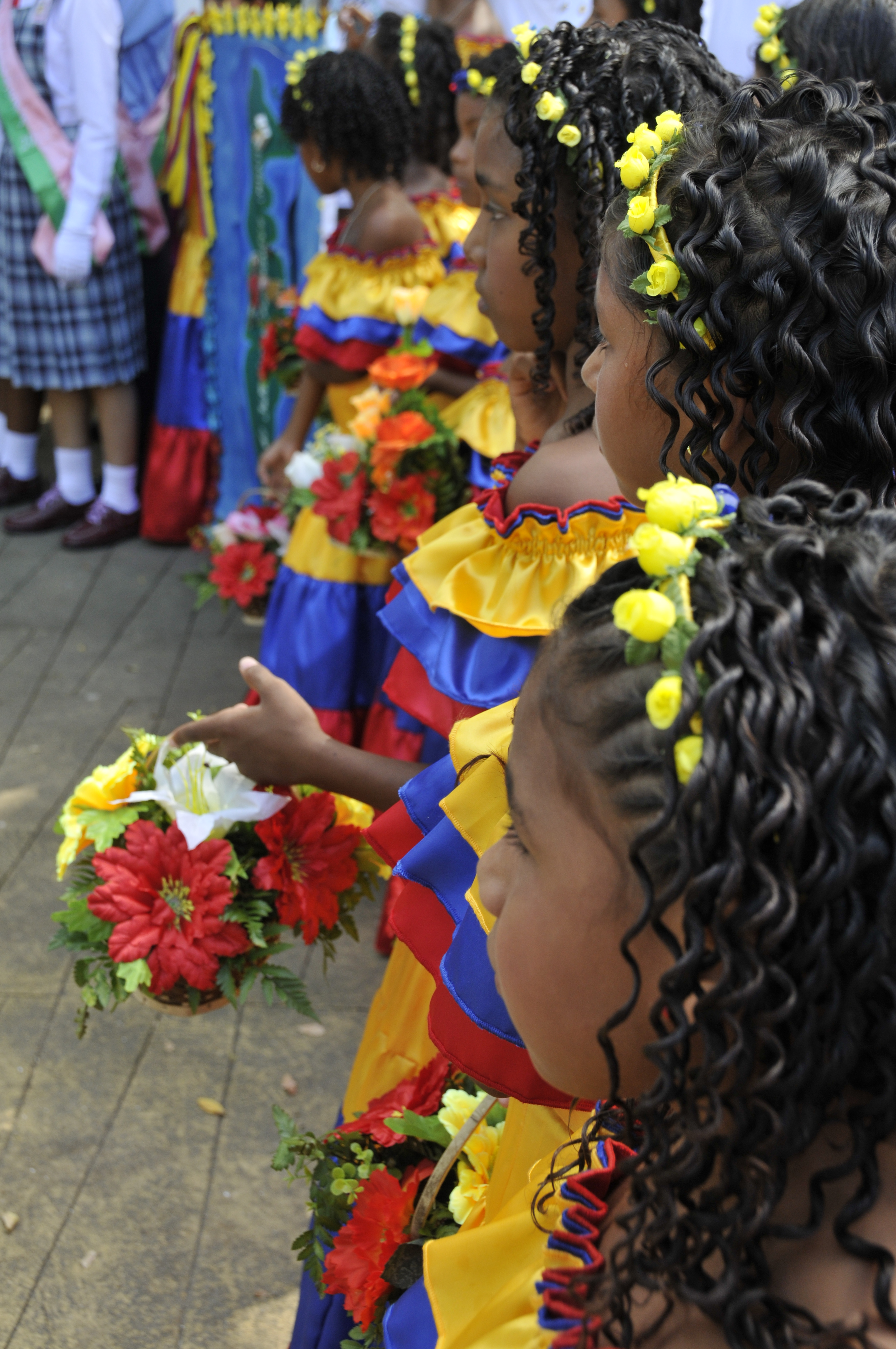
Niñas sanandresanas en una muestra cultural.

Dentro la diversa gama de danzas practicadas en la isla, los bailes europeos como la contradanza, la mazurca, el shotis y la polka ocupan un lugar importante, ya que son los que tradicionalmente se practican. De las Antillas llegó el mentó, un baile cadencioso en el que las mujeres sostienen sus faldones y llevan el ritmo con los pies, mientras evocan el suave oleaje con sus movimientos de hombros y cadera. El calypso, originario de la isla de Trinidad, es la evidencia viva del sello africano en las danzas caribeñas, pues refleja la alegría, la espontaneidad y el entusiasmo de la cultura afro-caribeña.
En general, las danzas tradicionales del archipiélago son:
- Mazurca
- Schottische
- Polka
- Two-Step y half-an-a-half
- Waltz
- Slow Waltz
- Calypso
- Mentó
- Quadrille
- Pasillo

## Instituciones de educación
- Institución Educativa Sagrada Familia
- Institución Educativa Antonia Santos "INEDAS" esta como resultado de la fusión de dos instituciones educativas en el año 2015-
- Institución Educativa Flowers Hill Bilingual School
- Institución Educativa Brooks Hill Bilingual School
- Institución Educativa Instituto Bolivariano
- Institución Educativa El Carmelo
- Institución Educativa Técnico Departamental Natania
- Institución Educativa Técnico Industrial
- Colegio Luis Amigó
- Colegio Gimnasio Real
- Colegio Modelo Adventista
- Colegio Liceo del Caribe
- Institución Educativa de First Baptist School
- Institución Educativa Cajasai
- Institución Educativa Phillip Beckman

## Turismo

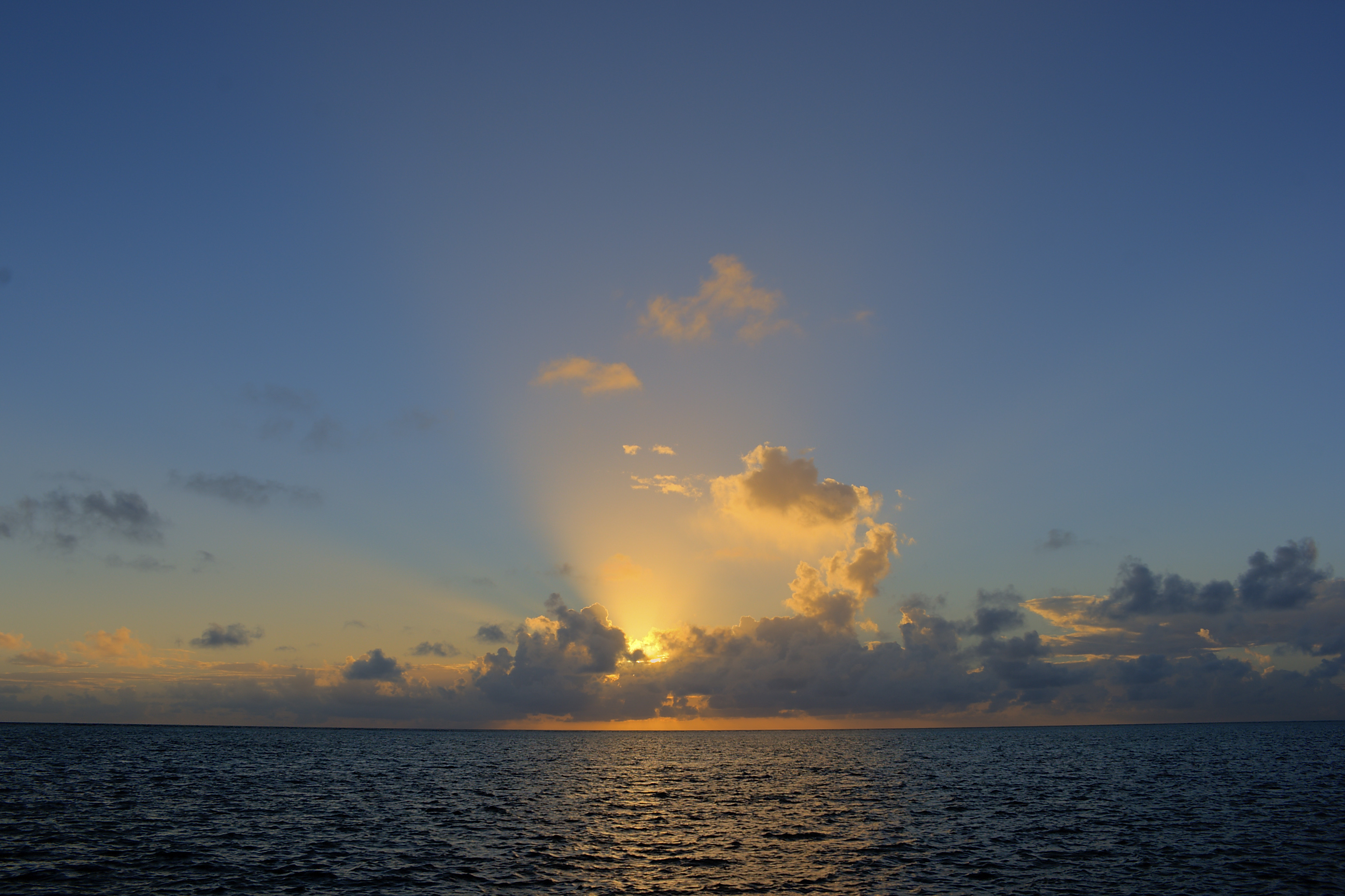
Atardecer en San Andrés.

En 2012 ingresaron a San Andrés 629.072 turistas por vía aérea, de los cuales 542.696 fueron visitantes nacionales y 86.376 internacionales, lo que significó un crecimiento del 19,7% en el turismo nacional con respecto al año anterior y del 14% entre los visitantes llegados de otros países. La ocupación hotelera fue del 80,5%. De acuerdo a la manera en que un turista quiera pasar sus vacaciones, puede elegir el tipo de hospedaje, ya que hay hoteles con el sistema all inclusive, y posadas y hostales que no incluyen almuerzo y cena.

### Atractivos turísticos
Entre los principales lugares turísticos de la isla se encuentran los siguientes:

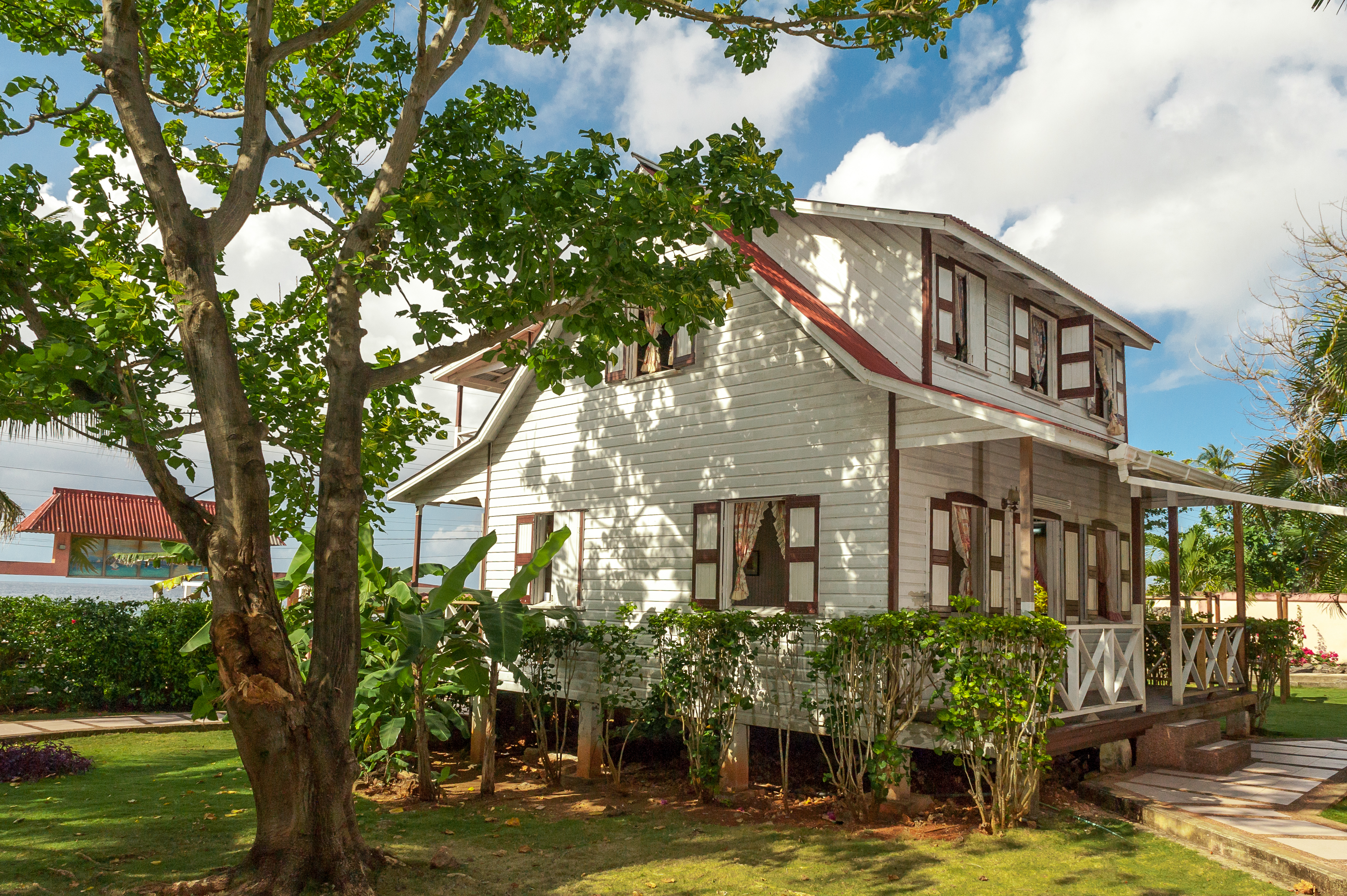
Casa Museo Isleña.

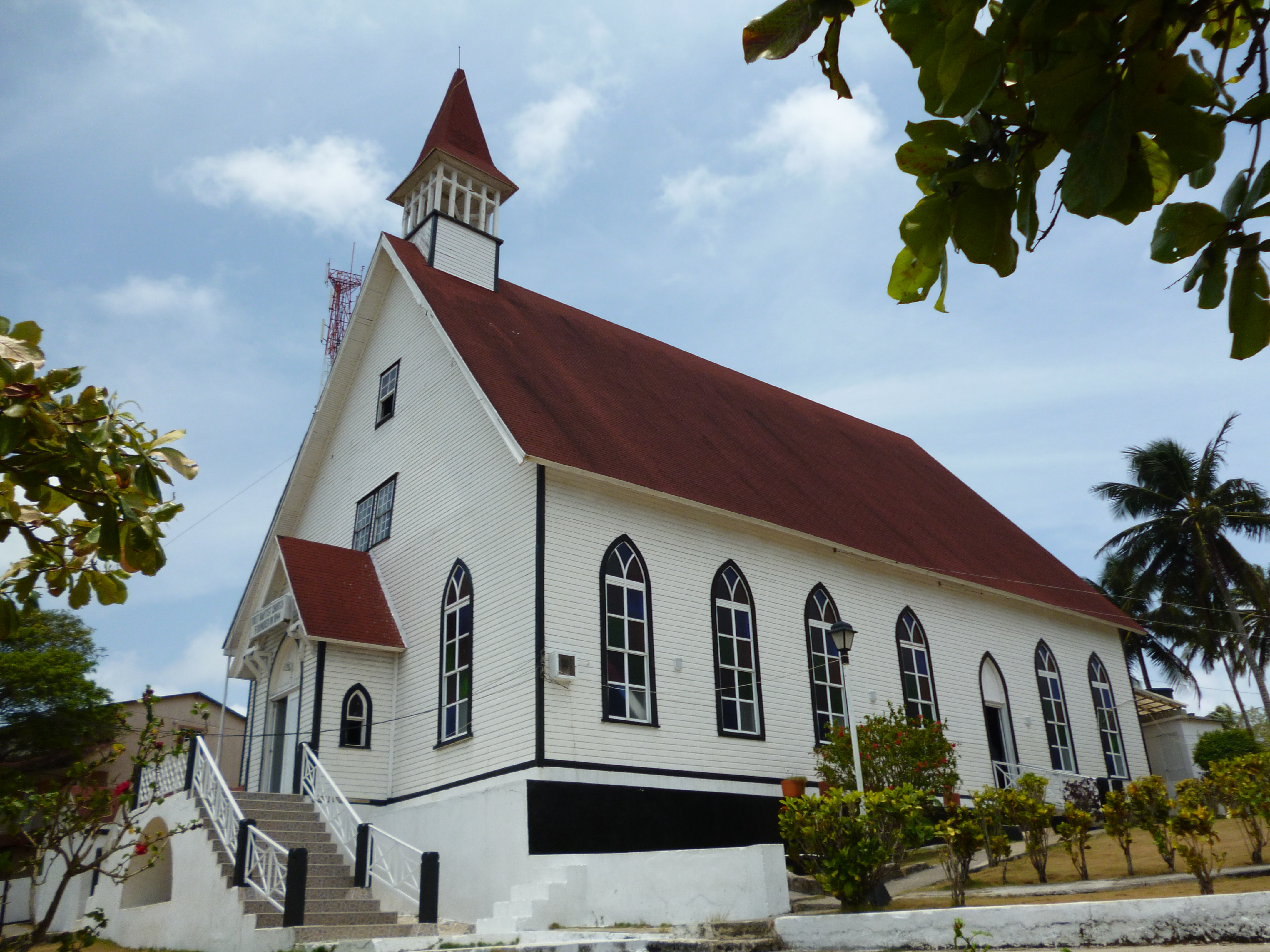
Iglesia Bautista de la Misión Hill.

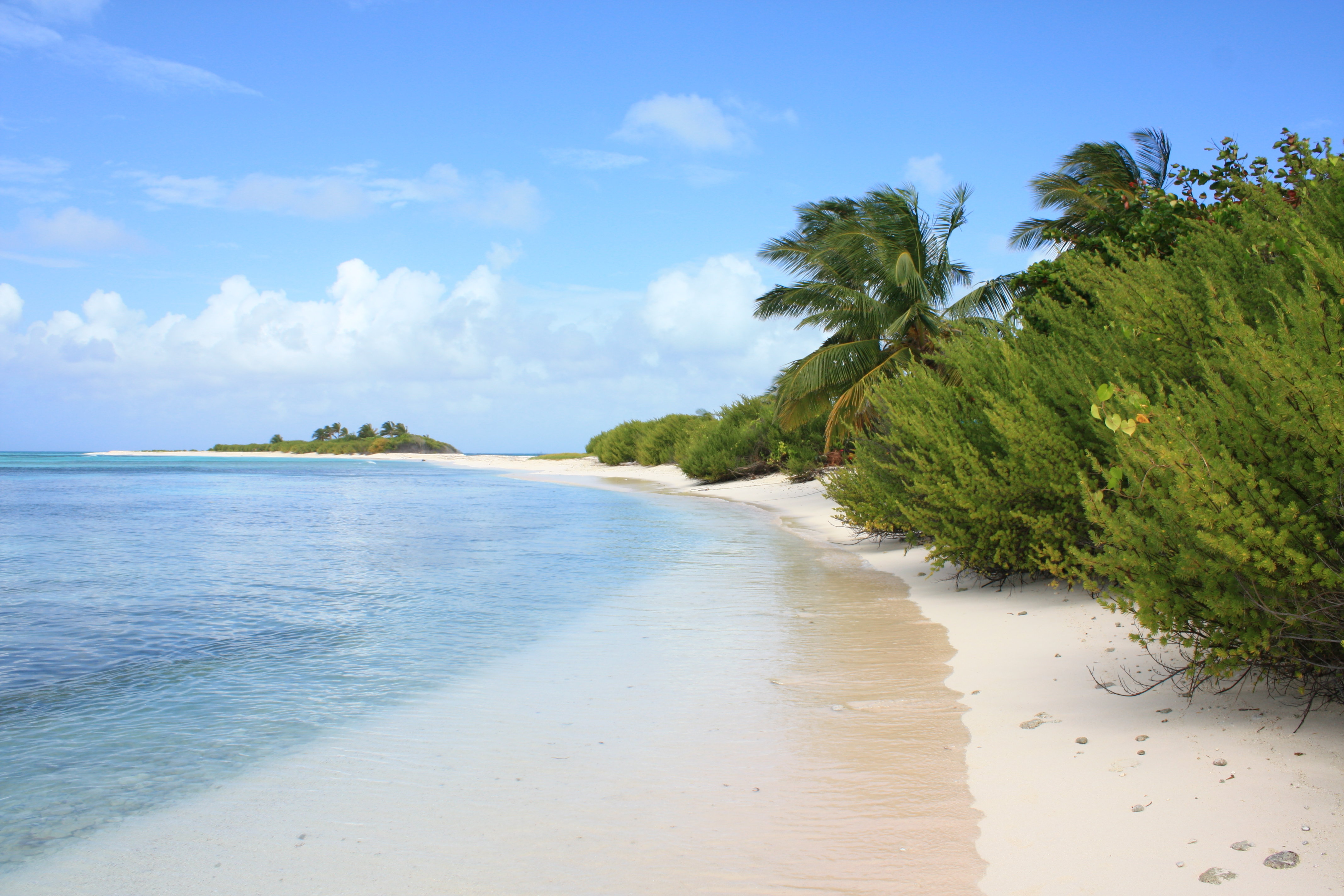
Cayo Bolívar.

North EndEs el sector norte, donde se encuentra la playa más popular y donde se concentra la zona hotelera, comercial, bancaria y gubernamental.
Casa Museo IsleñaCreada por los nativos con el fin de dar a conocer a los visitantes la cultura y las costumbres de los isleños. El visitante no puede dejar de bailar el baile emblema de la isla, el Raga Raga, que enseñan en la Casa Museo.
La LomaLocalidad habitada casi en su totalidad por nativos de la isla y uno de los sitios donde mejor se aprecia la arquitectura isleña tradicional. Allí, en el lugar más elevado de La Loma, está construida la iglesia más antigua de la isla, la cual tiene un mirador desde donde se puede apreciar todo el mar Caribe a la redonda.
Cotton Cay (Cayo Algodón)También conocido como Cayo Santander, está ubicado frente al muelle y muy cercano a la costa de la bahía de San Andrés; su nombre se debe a que allí los colonos ingleses depositaban las cosechas de algodón y coco.
El Cliff o PeñónFormación caliza que rodea al aeropuerto, y que consiste en un paredón rocoso de unos 30 metros de alto sobre el nivel del aeropuerto.
CocoplumbayPlaya ubicada en la localidad de San Luis, justo frente a Cayo Rocoso; debido a su poca profundidad, a su arena blanca y a los verdes azules del mar, es un sitio preferido por los turistas. Cayo Rocoso es un pequeño cayo de coral que dista unos doscientos metros de la isla, y al cual se puede acceder caminando, dada la poca profundidad del agua.
La PiscinitaFormación natural de roca coralina que rodea a la isla.
El Hoyo SopladorUbicado en la Punta Sur de la isla; es un agujero natural que se encuentra varios metros alejado del mar. Está compuesto de varios arrecifes coralinos y de unos túneles subterráneos a través de los cuales se desplaza el agua cada vez que sube la marea o cuando la ola viene con mucha fuerza, generando un soplo que expulsa aire con vertiginosidad.
El Blowing HoleTambién se encuentra en la Punta Sur de San Andrés. Es una especie de abismo marino que está rodeado de rocas, grietas, un túnel de amplia extensión y una caverna. Allí se puede apreciar una amplia variedad de corales y peces, además de ser uno de los accidentes naturales más hermosos de la isla.
CharquitosUna de las playas más tranquilas, se encuentra en la Punta Sur de la isla y es recomendado para niños, adultos mayores y, en general, para las personas que les gusta disfrutar del mar en tranquilidad. Esto es gracias a los arrecifes que la rodean, los cuales contienen las corrientes fuertes del mar y evitan que se acerquen los grandes depredadores.

## Deporte
Desde 2019, el archipiélago y la isla de San Andrés tendrán por primera vez en la historia un equipo profesional de fútbol llamado "Real San Andrés", el cual representará a la isla en la Primera B tras firmar un acuerdo con el Real Santander por 3 temporadas (hasta el 2021). ref San Andrés ha tenido múltiples equipos profesionales de baloncesto a lo largo de la historia de la Liga Profesional de Colombia por la alta popularidad que tiene este deporte en la isla; incluso, uno de sus representantes (The Warriors) llegó a la final en 1994 perdiendo la serie con Búcaros de Santander (en ese tiempo llamado Leopardos). En la actualidad Búcaros (quien tuvo que emigrar del departamento de Santander en 2017 debido a la falta de apoyo) los representa desde el 2018 bajo el nombre de "Warriors" en la liga profesional, además de otros equipos que los representa como Barrack, Brooks Hill, North End y Sound Bay. Anteriormente, equipos como Islanders, Caribbean Heat y Bayside los han representado en el torneo profesional de baloncesto.